# Elliott Gould
Elliott Gould, właśc. Elliott Goldstein (ur. 29 sierpnia 1938 w Brooklynie) – amerykański aktor filmowy, teatralny i telewizyjny.
W latach sześćdziesiątych zaczął występować w filmach hollywoodzkich. Oprócz występów w komedii Bob & Carol i Ted & Alice (1969), za którą otrzymał nominację do Oscara dla najlepszego aktora drugoplanowego. Jest najlepiej znany z ról w filmach Roberta Altmana – MASH (1970), Długie pożegnanie (1973) i Kalifornijski poker (1974), a także trylogii: Ocean’s Eleven: Ryzykowna gra (2001), Ocean’s Twelve: Dogrywka (2004) i Ocean’s Thirteen (2007) jako Reuben Tishkoff. Grywał też na szklanym ekranie, m.in. w sitcomie NBC Przyjaciele (1994−2003) jako Jack Geller, ojciec Rossa (David Schwimmer) i Moniki Geller (Courteney Cox), serialu kryminalnym Showtime Ray Donovan (2013–2015) jako Ezra Goldman i serialu CBS Doubt: W kręgu podejrzeń (2017) jako Isaiah Roth, szef kancelarii prawniczej.

## Życiorys

### Wczesne lata
Urodził się w nowojorskim Brooklynie w rodzinie żydowskiej jako syn Lucille (z domu Raver), która sprzedawała sztuczne kwiaty do salonów piękności, i Bernarda Goldsteina, który pracował w branży odzieżowej jako obrotnik wyrobami włókienniczymi. Jego dziadkowie byli imigrantami z Ukrainy, Polski i Rosji. Uczył się w Charles Lowe’s School of Theatrical Arts na Broadwayu i ukończył Professional Children’s School na Manhattanie.

### Kariera
Jako dziecko występował w szpitalach, świątyniach, a czasami w telewizji, był również modelem dziecięcym. W okresie lata występował w ośrodkach górskich Catskill. Kiedy miał 18 lat, trafił na Broadway do chóru w widowiskach: Rumple (1957) i Say, Darling (1958-59). W wieku 21 lat uzależnił się od hazardu, przez który popadł w długi i dorabiał, sprzedając preperaty do czyszczenia dywanów i zabawki w domu towarowym „Gimbel’s” oraz pracując jako windziarz w hotelu Park Royal. Do pracy aktorskiej powrócił w 1960 rolą w Słodkiej Irmie (Irma La Douce, 1960-61) Billy’ego Wildera i I.A.L. Diamonda, po czym wygrał przesłuchania do głównej roli w musicalu I Can Get It for You Wholesale (1962), który zebrał dobre recenzje. Następnie otrzymał główną rolę w spektaklu Na przepustce wystawianym w Teatrze Księcia Walii w Londynie; spektakl ze względu na słabą frekwencję został zdjęty z afisza zaledwie miesiąc po premierze, po ponad 50 przedstawieniach. W tym czasie ponownie popadł w długi.
W 1964 premierę miał film telewizyjny Once Upon the Mattress, w którym za swoją drugoplanową rolę zdobył przychylne recenzje prasy. W tym samym roku odbył letnią trasę z musicalem The Fantasticks. Szybko trafił też na kinowy ekran w komedii Williama Dieterle Wyznanie (Quick, Let's Get Married/The Confession, 1964) oraz komedii muzycznej Williama Friedkina Noc, w którą zamordowano Minsky’ego (The Night They Raided Minsky’s, 1968) z Britt Ekland i Jasonem Robardsem.
Stał się gwiazdą w 1969, gdy zagrał nominowaną do Oscara rolę Teda Hendersona w komediodramacie Bob i Carol oraz Ted i Alice (Bob & Carol & Ted & Alice). Po zagraniu postaci Traperera Johna w klasycznym filmie satyrycznym Roberta Altmana MASH (1970) doszedł do wielkiej ligi aktorów hollywoodzkich. Wyluzowany, niekonwencjonalny i wrażliwy Gould był bardzo popularny wśród młodych, którzy zdecydowanie identyfikowali się z często zagubionymi i neurotycznymi postaciami, które grał.
Następne filmy, zwłaszcza komediodramat Richarda Rusha Uciekający punkt (Getting Straight, 1970) i czarna komedia Alana Arkina Sposób na Alfreda (Little Murders, 1971), wzmocniły jego pozycję w świecie filmu. Jako Philip Marlowe w filmie kryminalnym neo-noir Długie pożegnanie (Long Goodbye, 1973) dowiódł, że ma talent aktorski.
W kolejnych dziesięcioleciach osiągnął idealny poziom sławy i aktywności, pojawiając się w ogromnej liczbie filmów. takich jak: Kalifornijski poker (California Split, 1974), Koziorożec 1 (Capricorn One, 1978), Bugsy (1991), Ocean’s Eleven: Ryzykowna gra (2001) i kolejnych dwóch częściach.

## Życie prywatne
W 1962 podczas prac nad musicalem I Can Get It for You Wholesale poznał aktorkę i piosenkarkę Barbrę Streisand, którą poślubił 21 marca 1963 i z którą ma syna Jasona Emanuela (ur. 29 grudnia 1966 w Nowym Jorku). 9 lipca 1971 doszło do rozwodu. Był dwukrotnie żonaty z Jennifer Bogart (od 8 grudnia 1974 do 1976 i od 9 czerwca 1978 do 1979), z którą ma dwoje dzieci.

## Filmografia
| Rok  | Tytuł                                                                 | Rola                                        | Reżyser                        |
| ---- | --------------------------------------------------------------------- | ------------------------------------------- | ------------------------------ |
| 1970 | MASH                                                                  | kpt. „Trapper” John Francis Xavier McIntyre | Robert Altman                  |
| 1973 | Długie pożegnanie (The Long Goodbye)                                  | Philip Marlowe                              | Robert Altman                  |
| 1974 | Kalifornijski poker (California Split)                                | Charlie Waters                              | Robert Altman                  |
| 1975 | Nashville                                                             | w roli samego siebie                        | Robert Altman                  |
| 1976 | Harry i Walter jadą do Nowego Jorku (Harry and Walter Go to New York) | Walter Hill                                 | Mark Rydell                    |
| 1977 | O jeden most za daleko (A Bridge Too Far)                             | pułkownik Robert Stout                      | Richard Attenborough           |
| 1978 | Koziorożec 1 (Capricorn One)                                          | Robert Caulfield                            | Peter Hyams                    |
| 1978 | Milczący wspólnik (The Silent Partner)                                | Miles Cullen                                | Daryl Duke                     |
| 1979 | Ucieczka na Atenę (Escape to Athena)                                  | Charlie Dane                                | George Pan Cosmatos            |
| 1979 | Wielka wyprawa muppetów (The Muppet Movie)                            | gospodarz konkursu piękności                | James Frawley                  |
| 1984 | Muppety na Manhattanie (The Muppets Take Manhattan)                   | policjant                                   | Frank Oz                       |
| 1991 | Bugsy                                                                 | Harry Greenberg                             | Barry Levinson                 |
| 1992 | Gracz (The Player)                                                    | w roli samego siebie                        | Robert Altman                  |
| 1994 | Naga broń 33⅓: Ostateczna zniewaga                                    | w roli samego siebie                        | Peter Segal                    |
| 1994 | Szklana tarcza (The Glass Shield)                                     | Greenspan                                   | Charles Burnett                |
| 1994 | Niebezpieczeństwo (The Dangerous)                                     | Levine                                      | Maria Dante, Rod Hewitt        |
| 1998 | Więzień nienawiści (American History X)                               | Murray                                      | Tony Kaye                      |
| 1998 | Mocne uderzenie (The Big Hit)                                         | Morton Shulman                              | Kirk Wong                      |
| 2000 | Dar z nieba (Picking Up the Pieces)                                   | ojciec LaCage                               | Alfonso Arau                   |
| 2001 | Ocean’s Eleven: Ryzykowna gra                                         | Reuben Tishkoff                             | Steven Soderbergh              |
| 2002 | Narzeczona dla kota (Neko no ongaeshi)                                | Toto (głos)                                 | Hiroyuki Morita                |
| 2004 | Ocean’s Twelve: Dogrywka                                              | Reuben Tishkoff                             | Steven Soderbergh              |
| 2007 | Ocean’s Thirteen                                                      | Reuben Tishkoff                             | Steven Soderbergh              |
| 2007 | Ocalenie Sary Cain (Saving Sarah Cain)                                | Bill Alexander                              | Michael Landon Jr.             |
| 2008 | Tajemniczy rozmówca (The Caller)                                      | Frank Turlotte                              | Richard Ledes                  |
| 2011 | Epidemia strachu (Contagion)                                          | doktor Ian Sussman                          | Steven Soderbergh              |
| 2012 | Ruby Sparks                                                           | dr Rosenthal                                | Jonathan Dayton, Valerie Faris |
| 2014 | Przeznaczenie (The Michaels, TV)                                      | Max Barnworth                               | Bradford May                   |

### Seriale TV
- 1975–80: Saturday Night Live
- 1989: Napisała: Morderstwo (Murder, She Wrote) jako porucznik J.T. Hanna
- 1993: Prawnicy z Miasta Aniołów (L.A. Law) jako Ed Morrison
- 1994: Nowe przygody Supermana jako Vincent Winninger
- 1994–2003: Przyjaciele jako Jack Geller
- 1995: Cybill w roli samego siebie
- 1997: Lśnienie (miniserial) jako Stuart Ullman
- 1997: Hej Arnold! jako Rabbi Goldberg (głos)
- 2003: Las Vegas jako profesor
- 2003–2007: Kim Kolwiek jako pan Don Stoppable
- 2005: Poirot jako Rufus Van Aldin
- 2007: Amerykański tata jako Russell Rothberg (głos)
- 2009: Jej Szerokość Afrodyta jako Larry Baxter
- 2010: The Life & Times of Tim jako dr Fishman
- 2011: The Cape jako Samuel
- 2012: Prawo i porządek: sekcja specjalna jako Walter Thompkins
- 2013–2016: Ray Donovan jako Ezra Goldman
- 2014–2015: Mulaney jako Oscar
- 2015: Hawaii Five-0 jako Leo Hirsch
- 2017: Doubt: W kręgu podejrzeń jako Isaiah Roth